# دانشگاه کومینسکی

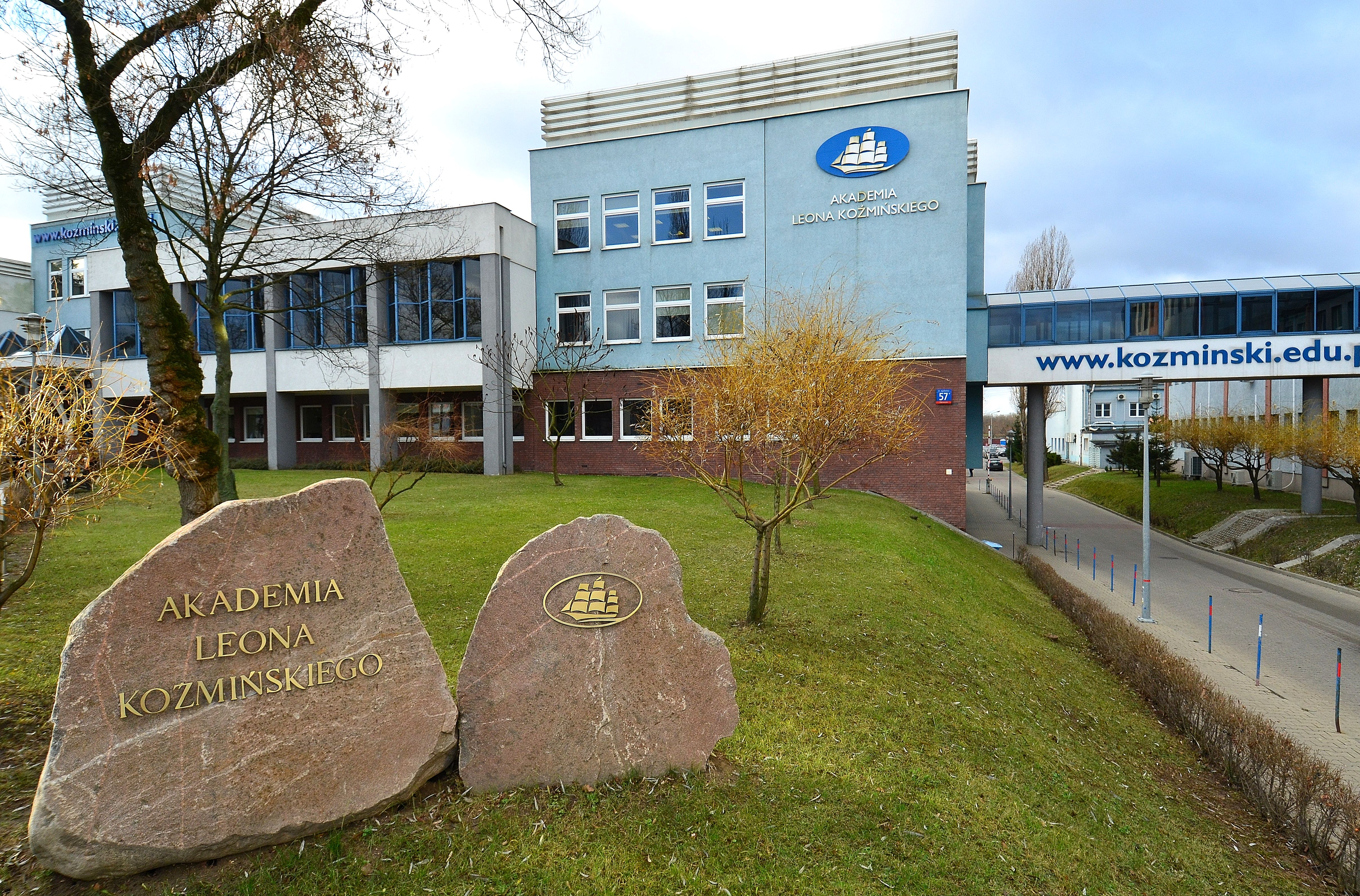
بخشی از محوطه دانشگاه

دانشگاه کومینسکی (لهستانی: Akademia Leona Koźmińskiego، انگلیسی: Kozminski University؛ که پیش‌از این با عنوان آکادمی کارآفرینی و مدیریت لئون کومینسکی شناخته می‌شده است)؛ یک دانشگاه بازرگانی غیرانتفاعیِ خصوصی در ورشو لهستان است که به عنوان دانشگاهی خصوصی با بالاترین رتبه در لهستان، ارزیابی شده است. این مرکز دانشگاهی در سال ۱۹۹۳ میلادی تأسیس و به‌نام لئون کومینسکی، استاد اقتصاد و کارآفرینی لهستانی و نیز پدر آندره کومینسکی مؤسس و نخستین رئیس دانشگاه؛ نام‌گذاری شد.
در این دانشگاه به زبان‌های لهستانی و انگلیسی و در سطوح ارشد، تحصیلات تکمیلی، ام‌بی‌ای و دکترا؛ رشته‌های مدیریت، دانش مالی، حقوق، جامعه‌شناسی و مدیریت اجرایی کسب و کار ارائه می‌شود.
در ۲۰۱۴ میلادی این دانشگاه در بین مدارس کسب و کار اروپا رتبهٔ ۴۱ را کسب کرد. هم‌چنین رتبهٔ سی‌وهفتمین در ۲۰۱۳ و سی‌وهفتمین در ۲۰۱۲ میلادی.